# Xã Resort, Michigan
Xã Resort (tiếng Anh: Resort Township) là một xã thuộc quận Emmet, tiểu bang Michigan, Hoa Kỳ. Năm 2010, dân số của xã này là 2.697 người.